# Kruger-Nationalpark
Der Kruger-Nationalpark (deutsch häufig falsch Krüger-Nationalpark, englisch Kruger National Park) ist das größte Wildschutzgebiet Südafrikas. Er liegt im Nordosten des Landes in der Landschaft des Lowveld auf dem Gebiet der Provinz Limpopo sowie des östlichen Abschnitts von Mpumalanga. Seine Fläche erstreckt sich vom Crocodile-River im Süden bis zum Limpopo, dem Grenzfluss zu Simbabwe, im Norden. Die Nord-Süd-Ausdehnung beträgt etwa 350 km, in Ost-West-Richtung ist der Park durchschnittlich 54 km breit und umfasst eine Fläche von rund 20.000 Quadratkilometern, vergleichbar mit der Größe von Sachsen-Anhalt. Damit gehört er zu den größten Nationalparks in Afrika.
Das Schutzgebiet wurde am 26. März 1898 unter dem Präsidenten Paul Kruger als Sabie Game Reserve zum Schutz der Wildnis gegründet. 1926 erhielt das Gebiet den Status Nationalpark und wurde in seinen heutigen Namen umbenannt. Im Park leben 147 Säugetierarten inklusive der „Big Five“, außerdem etwa 507 Vogelarten und 114 Reptilienarten, 49 Fischarten und 34 Amphibienarten. Die traditionelle Aufzählung der „Großen Fünf“ Tierarten (Elefant, Nashorn, Büffel, Löwe, Leopard) bezog sich vor allem auf die Wünsche und Risiken der dazu angereisten Jäger.

## Grobgliederung

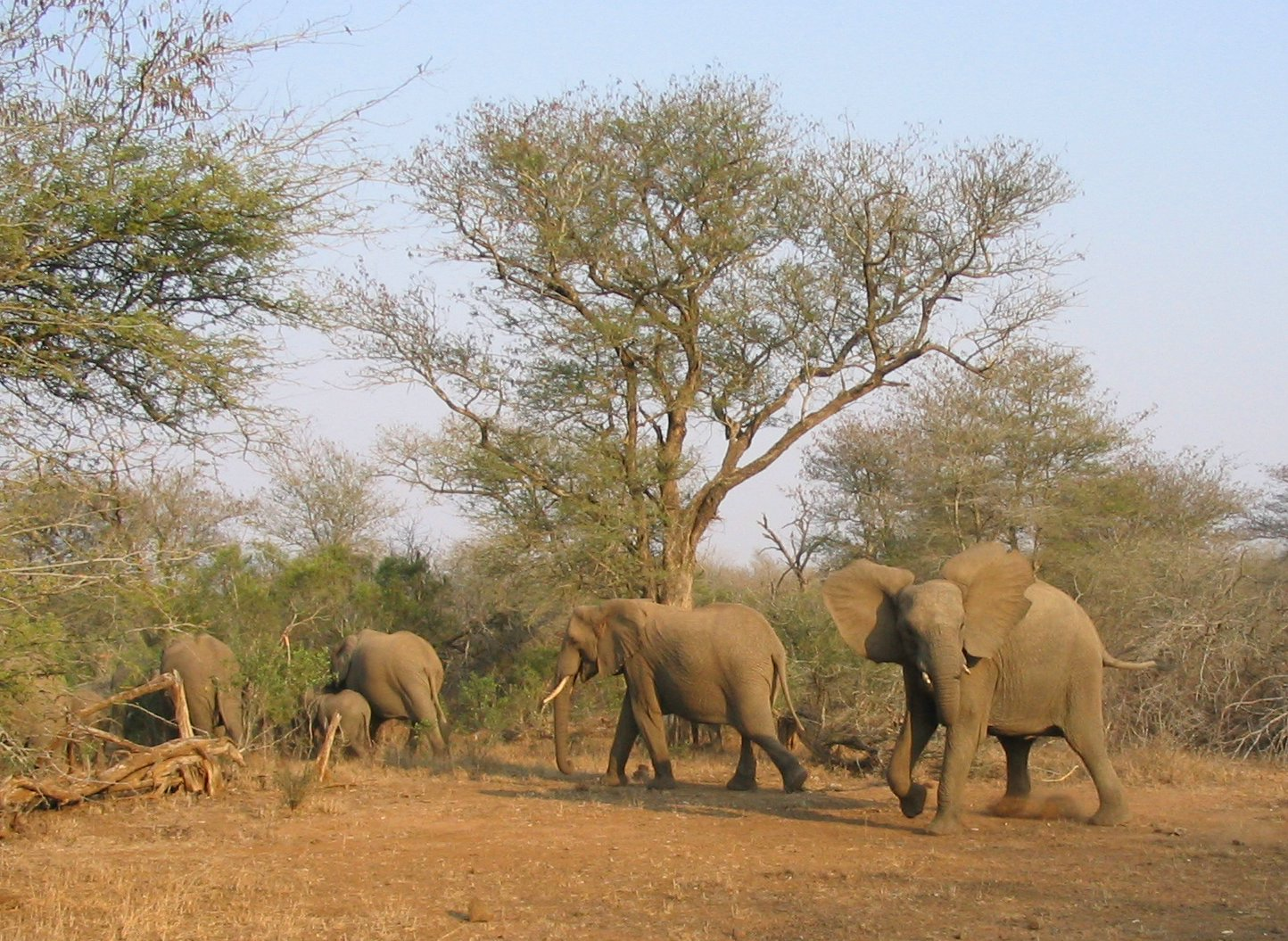
Durch seine Größe bietet der Park Raum für über 10.000 Elefanten

Der Kruger-Nationalpark ist mit 19.624 km² zwar eines der größten Schutzgebiete Afrikas, doch in der Trockenzeit wandert das Wild seit jeher zu großen Teilen in die Gebiete, die im Westen an den Park angrenzen. 1961 wurde die Westseite komplett abgezäunt und 1975 wurde das gleiche an der Ostseite durchgesetzt, was die Wanderbewegungen der Großtiere in und aus dem Park heraus verhinderte. Heute liegen im Westen etliche Privat-Schutzgebiete, deren Zäune zum Krugerpark hin vielfach entfernt wurden und den Tieren, zumindest innerhalb dieser geschützten Areale, ungehinderte Bewegungen über die Grenzen hinweg gestatten. Im Nordosten des Kruger-Nationalparks wurden die Zäune an der Grenze zu Mosambik neuerdings entfernt, um Wildbewegungen bis in den angrenzenden Limpopo-Nationalpark in Mosambik zu ermöglichen. Ziel ist ein großer grenzübergreifender Park mit dem Namen Great Limpopo Transfrontier Park. Um Touristen den Wechsel nach Mosambik einfach zu gestalten, wurden zwischen den Parkteilen neue Grenzübergänge gebaut, etwa in Giriyondo. An vielen Stellen grenzt der Park aber auch heute noch dicht an Kulturland.
Zahlreiche Großwildumsiedlungen in den angrenzenden Limpopo-Nationalpark – unter anderem von Elefanten, Giraffen, Zebras und Kaffernbüffeln – fanden statt, und nicht alle verliefen erfolgreich. Teile der umgesiedelten Elefantenherden sind wieder nach Südafrika zurückgewandert. Es könnte noch Jahre dauern, den Wildbestand auf der Mosambik-Seite zu erhöhen.

## Geschichte

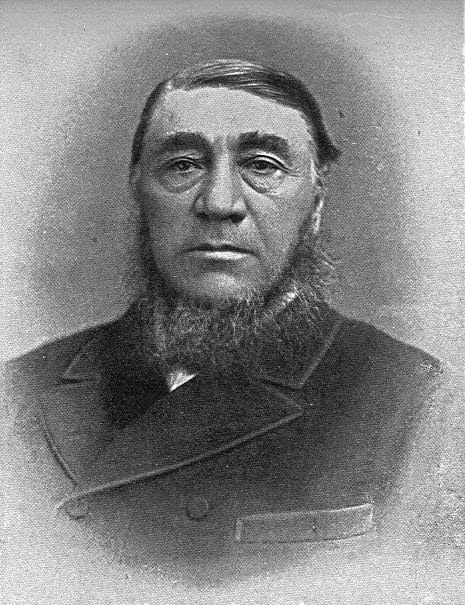
Paul Kruger

Bis etwa 400 n. Chr. lebten die San als Jäger und Sammler im Gebiet des heutigen Parks, wo sie an einigen Stellen Felsmalereien hinterließen. Ab dieser Zeit wanderten schwarze Hirtenvölker von Norden ein und begannen die einheimischen San zu verdrängen. Im frühen 19. Jahrhundert, als die Kapregion unter britische Verwaltung kam, migrierten im Großen Treck viele Buren, die vorher weiter südlich gelebt hatten, nach Norden, um den Steuerlasten zu entkommen. Sie gründeten neben dem Oranje-Freistaat die Transvaal-Republik, die auch das Gebiet des heutigen Nationalparks umfasste. Die Weißen besiedelten hier vor allem höher gelegene Gebiete (vorzugsweise das Highveld), um der Malaria und anderen Gesundheitsgefährdungen zu entgehen. Allerdings stellten sie auch in tiefer gelegenen Gebieten, wie in denen des späteren Kruger-Nationalparks, den Wildtieren heftig nach und dezimierten die Bestände drastisch.
Als die Wildbestände weniger wurden, beschloss der Volksraad, das Parlament der Südafrikanischen Republik, in einigen Gebieten aus dem Staatseigentum die Jagd zu verbieten. Damals wurde ein Schutzgebiet nicht dafür geschaffen, ursprüngliche Wildnis zu bewahren, sondern um jagbares Wild zu schützen. Um 1889 waren die Wildtierherden dennoch fast verschwunden. 1894 wies der Volksraad daher ein Schutzgebiet (Pongola Reserve) an der südlichen Grenze zu Swasiland aus. Verschiedene Privatleute, Jagdvereinigungen und öffentliche Einrichtungen forderten aber immer noch ein richtiges Schutzgebiet im östlichen Transvaal.

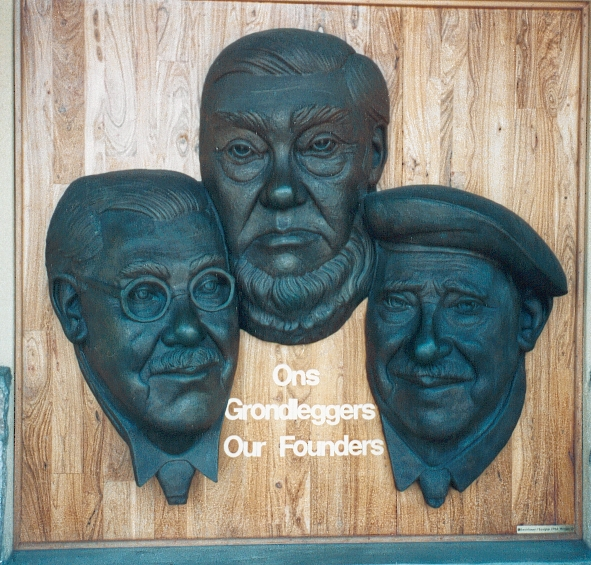
Paul Kruger (Mitte) und James Stevenson-Hamilton (rechts)

Das führte dazu, dass schließlich am 26. März 1898 mit Zustimmung von Paul Kruger, dem Präsidenten der Republik Transvaal, ein Gebiet von etwa 2500 Quadratkilometern zwischen Sabie und Crocodile River, das Sabie Wildreservaat /Sabie Game Reserve, offiziell unter Schutz gestellt wurde. Die Gründung des Naturschutzgebietes erfolgte mit einem Personalstamm von nur 5 weißen und 30 schwarzen Rangern, was aus moderner Sicht als außerordentliche Leistung gilt. Geregelte Jagd war allerdings in diesem Schutzgebiet erlaubt.
James Stevenson-Hamilton wurde nach dem Zweiten Burenkrieg im Jahr 1902 zum Wildwart ernannt. Unter seiner Leitung wurde die im Park immer noch grassierende Wilderei bekämpft und somit der Grundstein für den heutigen Tierreichtum gelegt. Er setzte sich unermüdlich für die Idee eines Nationalparks ein, in dem Besucher die Wildtiere beobachten könnten. 1903 wurde nördlich des Reservats das Shingwedzi Game Reserve mit etwa 5000 Quadratkilometern eingerichtet. Im Jahr 1926 wurden das Sabie und Shingwedzi Reservat und einige angrenzende Gebiete zusammengefasst und zum Kruger-Nationalpark erklärt. Seit 1927 steht der Park Besuchern offen und im Jahr 1935 wurden bereits 26.000 Besucher und 6000 Autos gezählt.
Seit Anfang des Jahres 2000 wird der Park durch den Zusammenschluss mit Schutzgebieten in Mosambik und Simbabwe erweitert. Zum Great Limpopo Transfrontier Park gehören neben dem Kruger-Nationalpark der Limpopo-Nationalpark in Mosambik und der Gonarezhou-Nationalpark in Simbabwe.

## Landschaften

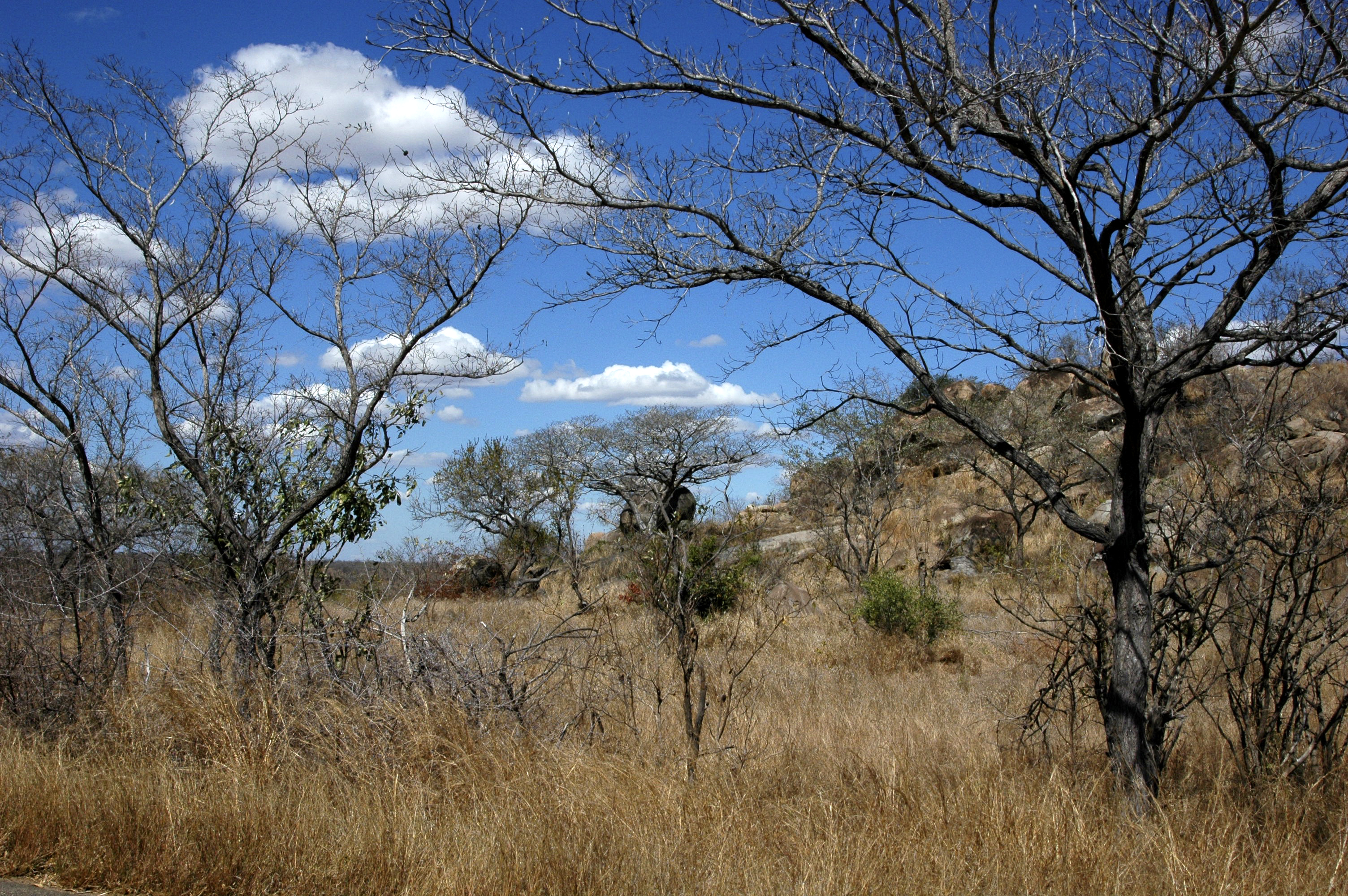
Neben flachen Bereichen enthält der Park auch felsige Elemente wie hier rechts im Hintergrund

### Geomorphologie und Ökosysteme
Der Kruger-Nationalpark liegt östlich der sogenannten Großen Randstufe. Etwa 90 km westlich des Parks fällt das Plateau steil von etwa 1800 m auf 1200 m ab. Dann fällt die Landschaft bis zur Grenze des Parks weiter langsam auf 800 m ab. Innerhalb des Parks variiert die Höhe zwischen 823 m (Khandizwe) im hügeligen Südwesten und 183 m in den östlichen Gebieten. Im nördlichen Teil des Parks bildet der hügelige und nördliche Abschnitt der Lebomboberge die Ostgrenze des Parks. Der höchste Punkt dieser Kette liegt auf 496 m. Im Norden, um das Camp Punda Maria, reichen auch die östlichsten Ausläufer der Soutpansberg-Kette bis in den Nationalpark. Mit Ausnahme der Ecken des Südwestens und des Nordwestens, sowie der Lebomboberge ist der Park relativ flach und besteht aus welligem Land, aus dem sich an vielen Stellen einige Felsinseln, die sogenannten Koppies, erheben. Diese Felsen sind ideale Lebensräume für Klippspringer, Paviane und Leoparden. Nur in den Hügeln und Felsgebieten des Südwestens um Berg en Dal trifft man auf den Bergriedbock, der sonst nirgendwo im Park auftritt.
Der Park hat zahlreiche Flüsse, von denen die meisten nicht permanent Wasser führen, sondern in der winterlichen Trockenzeit zu Rinnsalen werden oder ganz austrocknen. In der Regenzeit können sie jedoch mächtige und breite Ströme bilden, die zu Überschwemmungen führen können. Die größten Flüsse, die den Park (in östlicher und südöstlicher Richtung) durchfließen, sind der Luvuvhu (fließt bei Crook’s Corner in den Limpopo), der Shingwedzi, der Letaba (fließt in den Olifants), der Olifants, der Timbavati (fließt in den Olifants), der Sand (fließt in den Sabie) und der Sabie. Daneben bildet der Crocodile den Grenzfluss des Parks im Süden und der Limpopo die Grenze des Parks zu Simbabwe im Norden. Ein ökologisches Problem ist die enorme Menge an Schadstoffen, die die wenigen ganzjährig wasserführenden Flüsse, wie der Olifants, besonders in der Trockenzeit mit sich führen. Verstärkt wird dieses noch durch die Entnahme von Wasser für Industrie und Landwirtschaft. In jüngerer Zeit wurden einige künstliche Wasserstellen geschaffen. Sie bieten den Wildtieren in der Trockenzeit einen Wasserzugang. Diese künstlichen Wasserstellen erzeugten teilweise neue ökologische Probleme, wie die Überweidung der umliegenden Flächen.
Der Nordteil umfasst alle Gebiete nördlich des Olifants Rivers und macht die Hälfte des ganzen Parks aus. Die Vegetation besteht hier vorwiegend aus Mopanewäldern (Cholophospermum mopane), die vor allem an den Hügelkuppen von Buschweiden (Combretum apiculatum) durchsetzt sind. Auch findet man im Norden die mächtigen Affenbrotbäume. Generell ist die Wildtierdichte hier niedriger als in den südlicheren Teilen des Parks, aber zahlreiche Elefanten, Büffel, Elenantilopen, Pferdeantilopen und Leierantilopen leben in diesem Teilgebiet. Nur das Gebiet im äußersten Norden, wo der Park an den Limpopo grenzt, unterscheidet sich deutlich von den sonstigen nördlichen, insgesamt eher monotonen Landschaften. Die Vegetation ist hier äußerst vielgestaltig, zu den charakteristischen Baumarten dieses Gebietes gehört etwa der Fieberbaum.

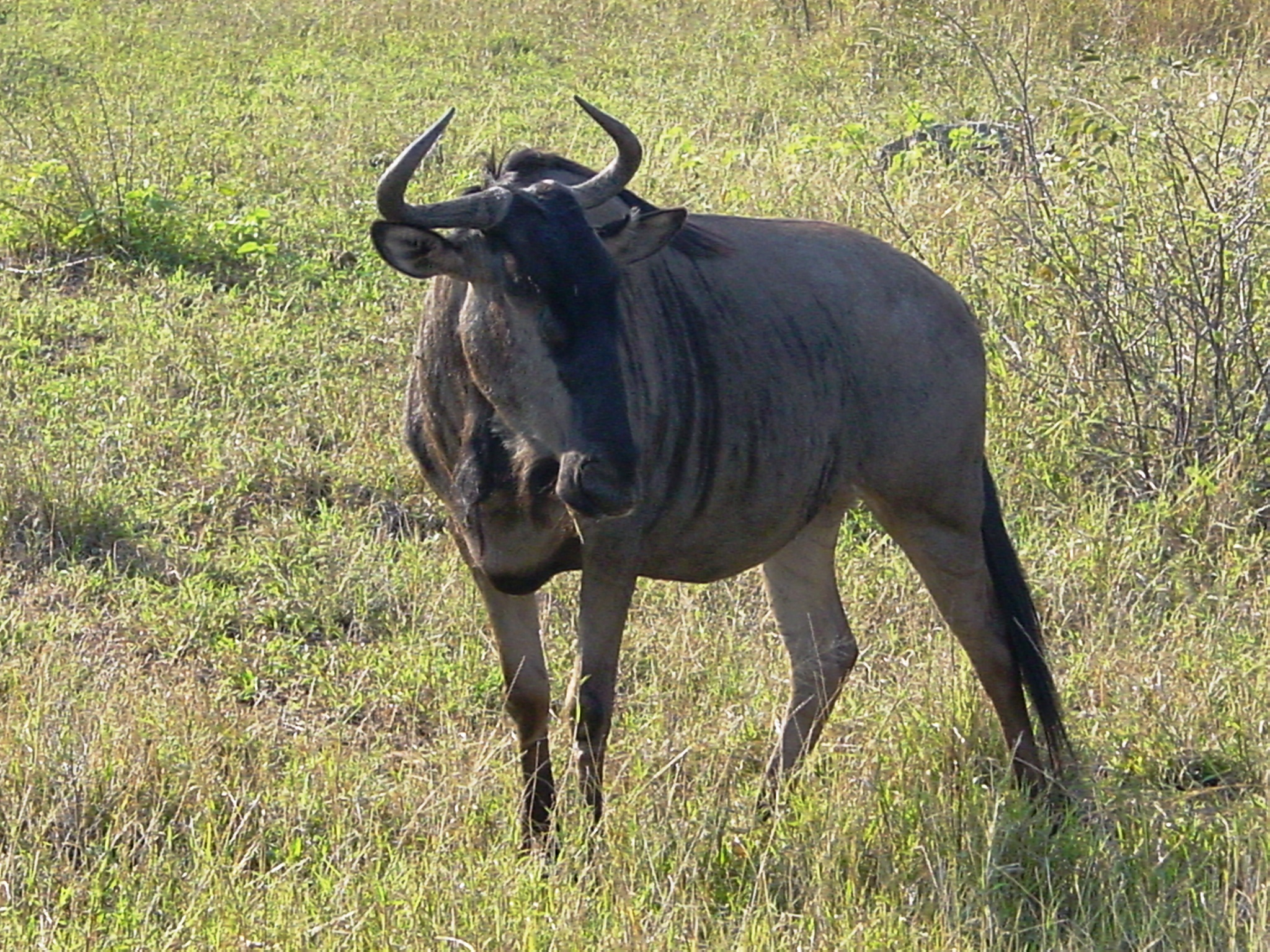
Gnus trifft man vor allem in den offenen Ebenen des Zentralteils an

Der Zentralteil des Parks, zwischen den Flüssen Olifants und Sabie, umfasst offene Gras- und Baumsavannen und beherbergt die meisten Zebras, Gnus und Giraffen. Zu den charakteristischen Baumarten der gesamten südlichen Gebiete zählen Süßdornakazien (Acacia nigrescens), Marulabäume (Sclerocarya birrea) und Buschweiden.
Die Vegetation der südlichen Teile ist äußerst vielgestaltig, besteht jedoch ebenfalls vorwiegend aus dornenbewehrten Akazien und Grasland.
Als das Nationalpark-Gebiet noch Teil des vorausgehenden Sabie Sand Reserve war, weideten dort im Winter Schafe, weshalb das Gras jedes Jahr niedergebrannt wurde. Als der Nationalpark im Jahre 1926 eingerichtet worden ist, hörte man damit auf und bis 1954 wurden Feuer sogar aktiv bekämpft. Das führte dazu, dass die Landschaft um Pretoriuskop, die einst größtenteils aus Grasland bestand, heute mit Ausnahme der sogenannten Vleis hauptsächlich aus Busch- und Waldland besteht. Obwohl natürliche Feuer seit längerem wieder geduldet werden, blieb das Gebiet relativ waldig, vermutlich weil die Bäume inzwischen eine Größe erreicht haben, bei der ihnen das Feuer nur noch wenig anhaben kann.

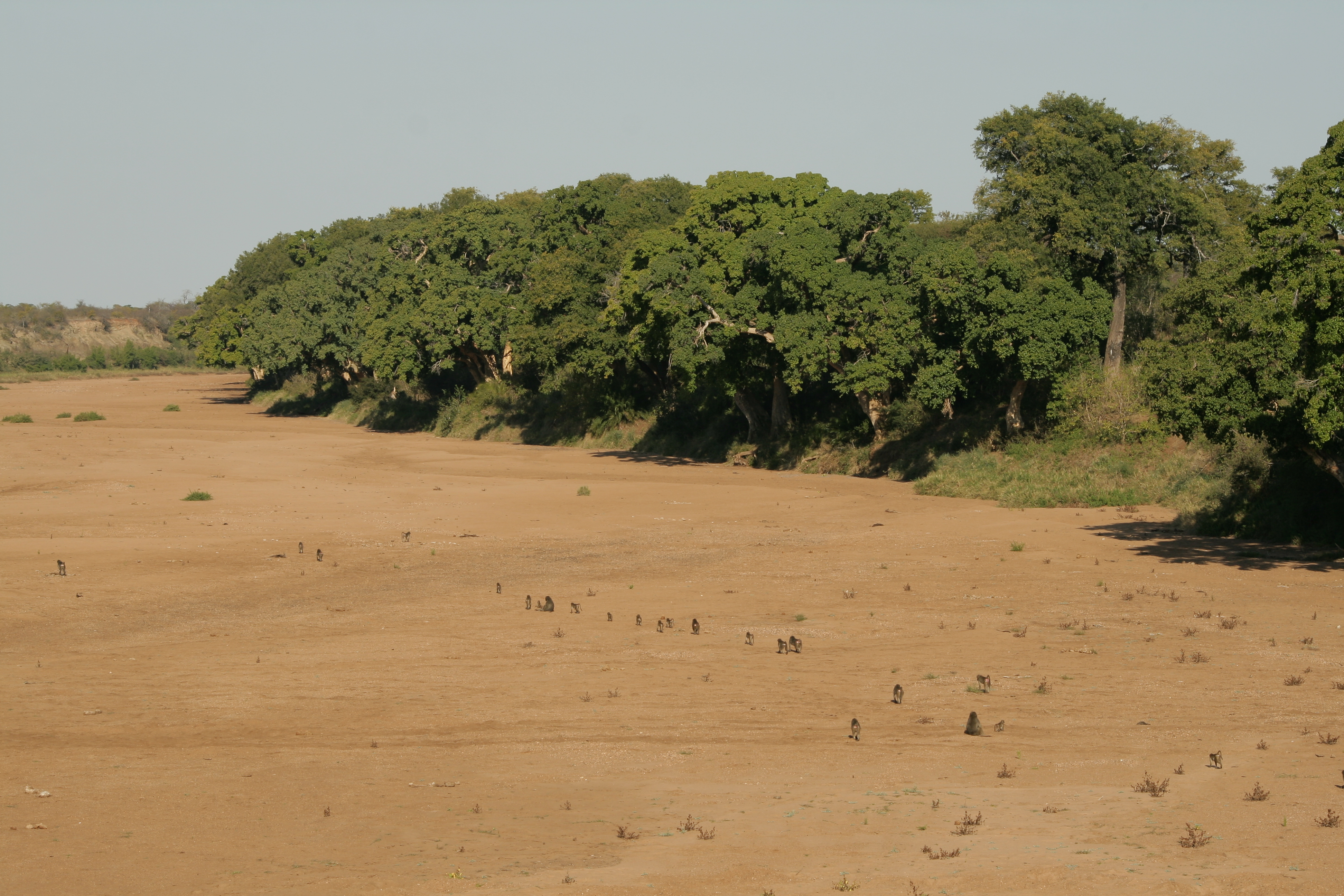
Flussrand-Wald am Shingwedzi

Im Kruger-Nationalpark können 30 verschiedene – weitgehend von der Landschaft bestimmte – Ökosysteme identifiziert werden. Diese lassen sich in sieben Hauptgruppen zusammenfassen;
- Mopaneveld: Von Mopane-Buschland dominierte Flächen.
  - Vorkommen: In der nördlichen Hälfte des Parks (nördlich des Timbavati / Olifants)
- Sandveld: Artenreiche, gemischte (zum Teil zentralafrikanische) Vegetation.
  - Vorkommen: Im äußersten Norden des Parks
- Sweetveld: Ausgedehnte, flache, vorwiegend von Gras bewachsene Ebenen, überwiegend auf Basalt-Untergrund.
  - Vorkommen: Südlich des Olifants – als schmaler Streifen westlich entlang der Lebombo-Berge nach Süden.
- Gemischt-bewaldetes Gebiet: Hügelige bis flache Landschaft, vorwiegend mit Bäumen und Sträuchern sowie Grasflächen.
  - Vorkommen: Im südwestlichen Teil des Parks zwischen den südwestlichen Vorbergen und dem Sweetveld-Ebenen
- Südwestliche Vorberge: Höher gelegene, dicht bewachsene, hügelige Landschaft mit hervortretenden Granit-Domen (Koppies).
  - Vorkommen: Im südwestlichen Teil des Parks
- Lebombo-Berge: Trockenes, steiniges, hochgelegenes Bergland mit trockenheitsresistenter Vegetation.
  - Vorkommen: Als schmaler Streifen von Nord nach Süd am östlichen Rand des Parks.
- Flussrand-Wälder: Arten- und vegetationsreiche, von großen Bäumen dominierte Steifen an Flussufern.
  - Vorkommen: Entlang der durch den Park verlaufenden (größeren) Flüsse.

### Auffällige Bäume und Sträucher

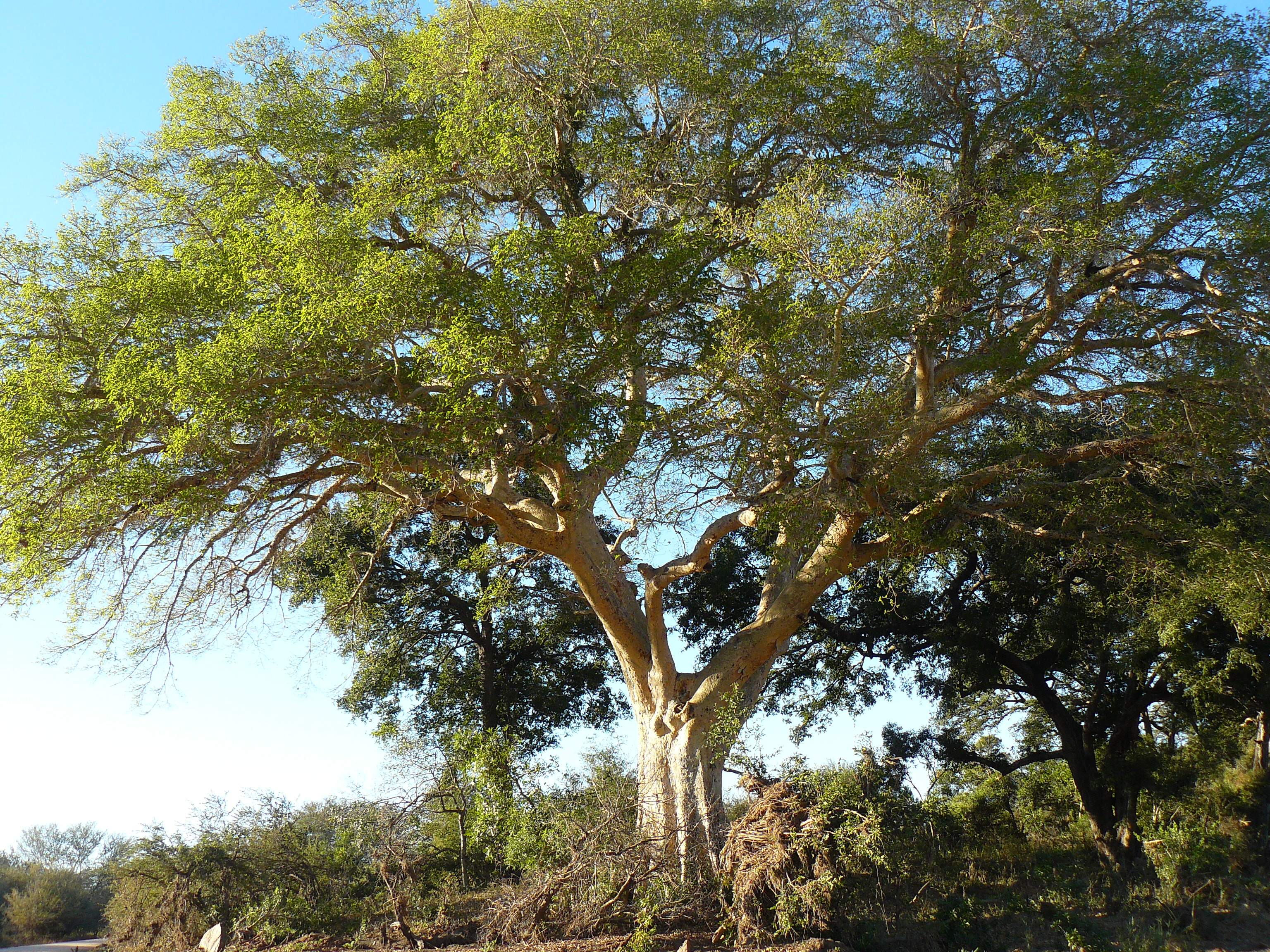
Maulbeerfeige im Kruger-Nationalpark

| Akazien - Ägyptischer Schotendorn (Acacia nilotica) - Delagoa Akazie (A. welwitschii) - Fieberbaum (Acacia xanthophloea) - Schirmakazie (Acacia tortilis) - Krokodilbaum (Acacia nigrescens) Falsche Dornenbäume - Breitschotige Albizzia (Albizia forbesii) - Vielstämmige Albizzia (Albizia petersiana) | Euphorbien - Euphorbia cooperi - Euphorbia ingens Langfäden („Buschweiden“) - Combretum zeyheri - Combretum hereroense - Ahnenbaum (Combretum imberbe) Palmen - Wilde Dattelpalme - Lalapalme (Hyphaene natalensis) | Feigen - Maulbeerfeige (Ficus sycomorus) - Großblättrige Felsenfeige (Ficus abuilifolia) Andere Bäume - Apfelblatt (Lonchocarpus capassa) - Marula (Sclerocarya birrea) - Gründorn (Balanites maughamii) - Leberwurstbaum (Kigelia africana) - Baobab (Adansonia digitata) - Schakalbeere (Diospyros mespiliformis) - Nyalabaum (Xanthocercis zambesiaca) - Korallenbaum (Erythrina lysistemon) | Büsche - Wüstenrose (Adenium multiflorum) - Afrikanischer Sichelbusch (Dichrostachys cinerea) - Mopane (Colophospermum mopane) - Ziziphus mucronata |

## Geologie
Man findet zwei geologisch verschieden aufgebaute Bereiche im Park, die durch ein schmales Band aus Sandstein voneinander getrennt sind. In der westlichen Hälfte findet man vor allem Gesteinsarten wie Gneise, Schiefer und Granite. In seiner Osthälfte sind diese Gesteinseinheiten von Basaltoidgesteinen des Karoo-Systems überlagert.

## Klima

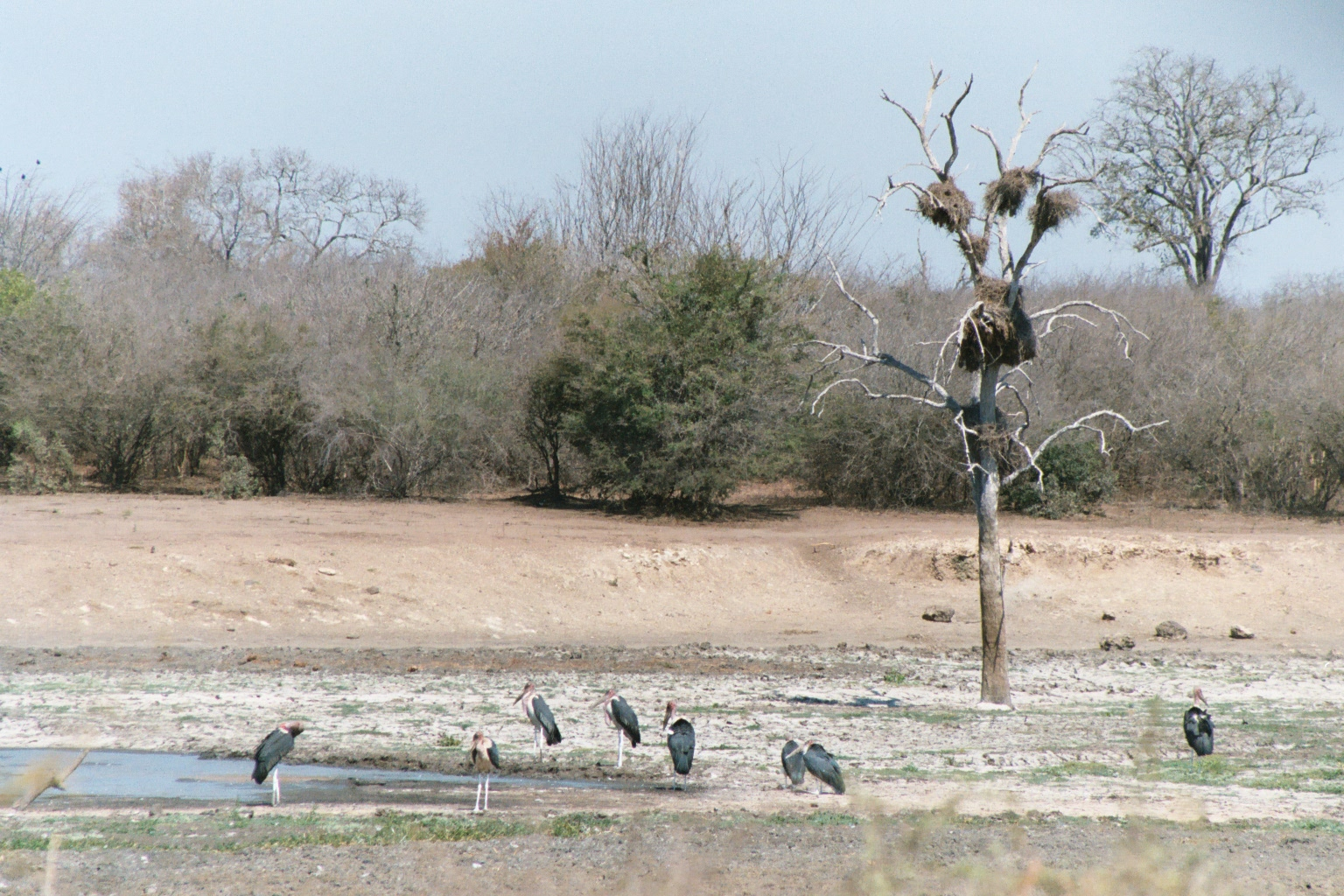
In den Wintermonaten ist der Park sehr trocken

Die Sommer sind heiß und regenreich, die Winter warm und trocken. Während und direkt nach der Regenzeit (November–April), wenn überall reichlich Wasser vorhanden ist, verteilt sich das Wild großräumig im Park. In der Trockenzeit konzentrieren sich die Großtiere dagegen auf die Umgebungen der Flüsse und Wasserlöcher.
Die ersten Regenfälle beginnen normalerweise im September oder Oktober. Bereits mehrere Tage vorher füllt sich der Himmel in der Regel mit Wolken. Die durchschnittlichen Niederschlagsmengen pro Jahr variieren zwischen 740 mm im Südwesten und 440 mm im Nordosten. Die größte Menge davon fällt zwischen November und März. Die geringsten Niederschläge fallen zwischen Juli und August.
Die Regenzeit ist sehr heiß, oft steigt die Temperatur dann auf über 40 °C an. In der Trockenzeit kann es nachts dagegen empfindlich kalt werden (gelegentlich bis unter 0 °C), doch die meisten Jahre sind frostfrei und selbst im Winter steigen die Temperaturen oft auf 20–30 °C.

## Fauna

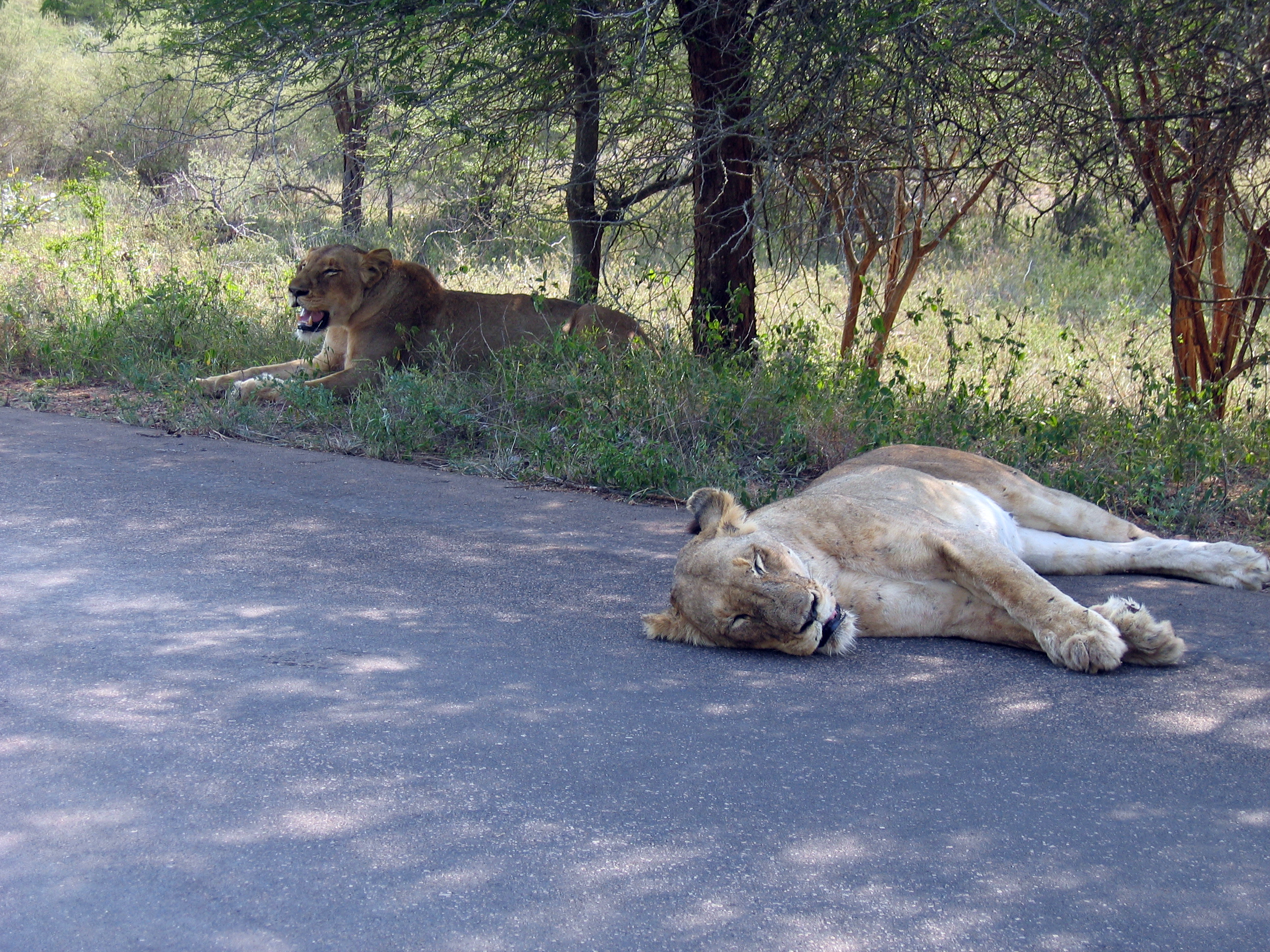
Löwinnen im Kruger-Nationalpark

Der Park beherbergt insgesamt 147 Säugetierarten, 492 Vogelarten, 118 Arten von Reptilien, 34 Amphibienarten und 49 Arten von Süßwasserfischen, die in der Liste der Wirbeltierarten des Kruger-Nationalparks aufgeführt werden. Die Pflanzenwelt umfasst 404 Arten von Bäumen, Büschen und Sträuchern, 224 Grasarten und 1275 andere Pflanzenarten.

### Säugetiere
Die häufigsten Großraubtiere sind Fleckenhyänen mit rund 2000, Löwen mit etwa 1500 und Leoparden mit rund 1000 Exemplaren (Stand 2003). Seltener sind Afrikanische Wildhunde mit etwa 350 Tieren und Geparde mit einem Bestand von nur etwa 200 Tieren (Stand 2002/2003).

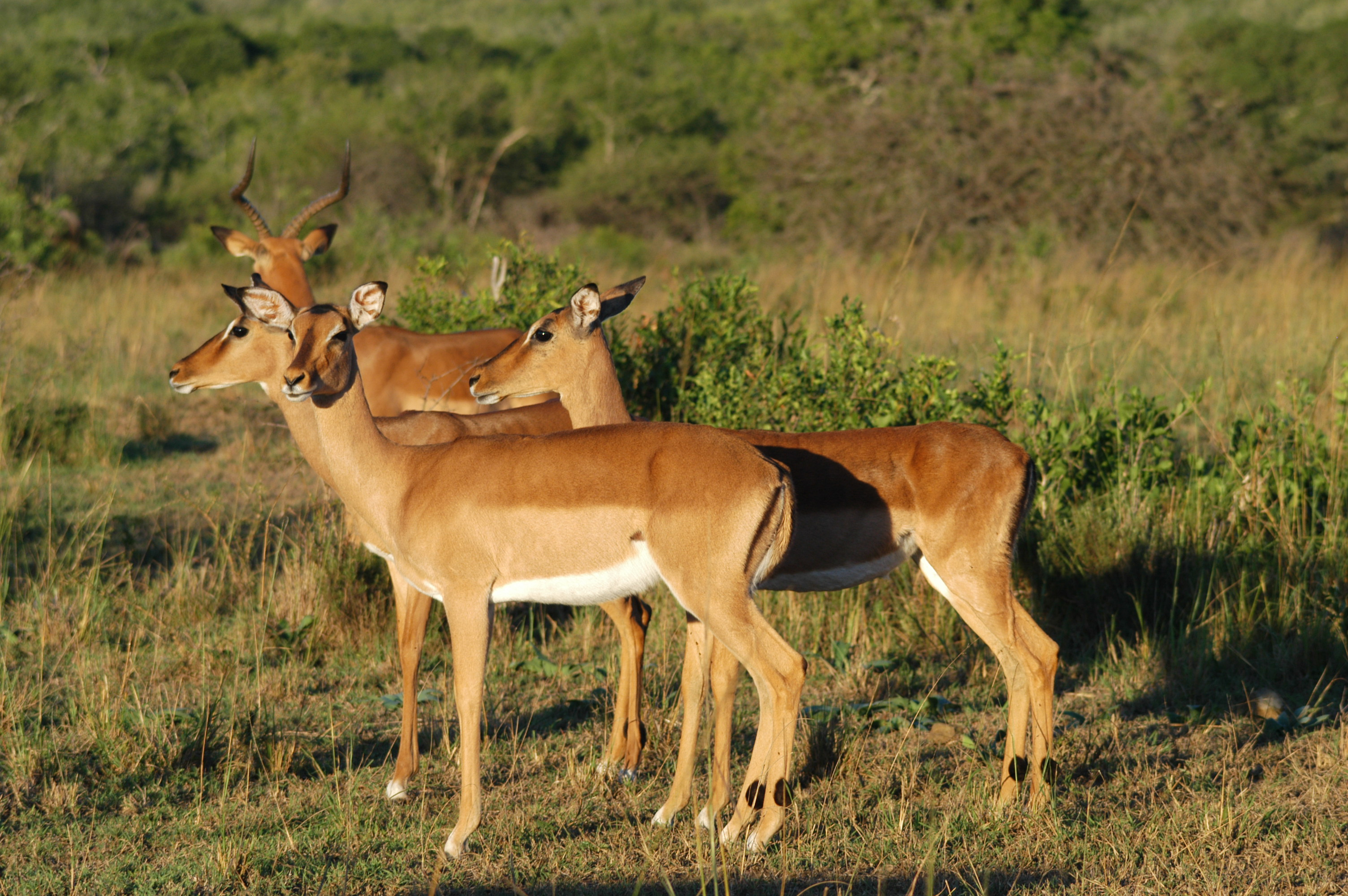
Die Impala ist das mit Abstand häufigste größere Säugetier im Park

Das mit Abstand häufigste größere Wildtier des Parks ist die Impala, deren Bestand im Jahr 2003 mit 150.000 Tieren angegeben wurde. Seit 1980, als ihr Bestand auf etwa 90.000 geschätzt wurde, hat sich diese Art im Park also nahezu verdoppelt. Die danach zahlreichsten großen Wildtierarten sind Elefanten mit 11.700 Tieren, Südliche Streifengnus (C. t. taurinus) mit 17.000 Tieren, Kaffernbüffel mit 25.000 Tieren und Steppenzebras mit 32.000 Tieren (Stand 2003). Ebenfalls häufig sind Giraffen, deren Bestand von 5000 im Jahr 1980 auf 9000 im Jahr 2003 angestiegen ist. Im Krugerpark lebt die südliche Unterart der Giraffe, die sogenannte Kapgiraffe (G. c. giraffa).  Große Kudus (5000–8000), Ellipsen-Wasserböcke (5000), Warzenschweine (3100–5700) und Flusspferde (etwa 2500) sind weitere häufige große Pflanzenfresser. Die Bestände der Elefanten, Büffel und Flusspferde werden durch künstliche Eingriffe (Abschuss, Umsiedelung) seitens der Parkverwaltung reguliert.

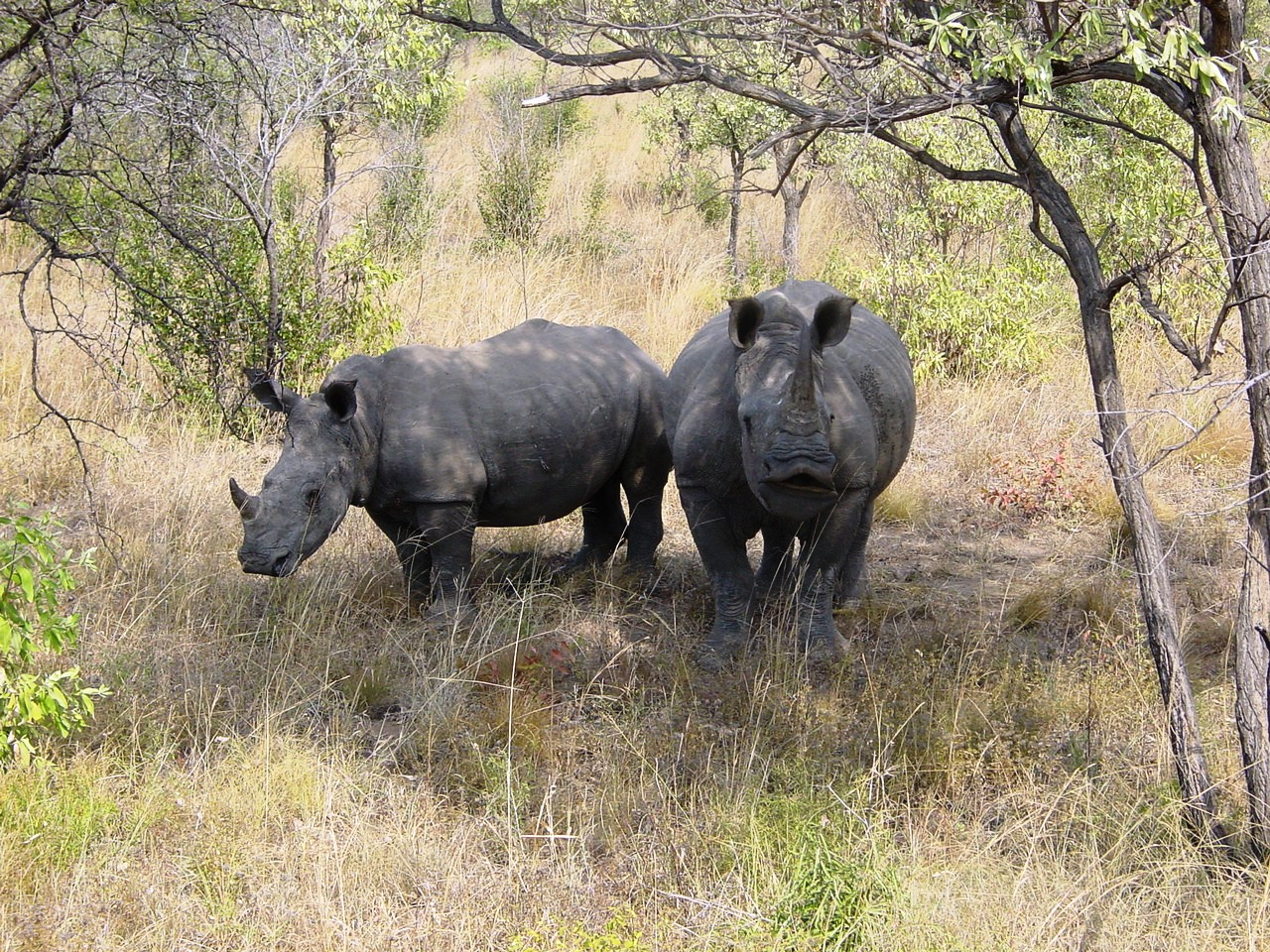
Der Bestand der Breitmaulnashörner im Kruger-Nationalpark ist in den letzten Jahren durch Wilderei stark eingebrochen

Der Kruger-Nationalpark ist ein wichtiges Reservat für die Nyala. Die Bestände der Rappenantilope sind von etwa 2000 Tieren in den 1980er Jahren auf nur noch etwa 400 im Jahr 2006 gesunken. Die Gründe dafür sind unklar. Rappenantilopen bewohnen vor allem die westlichen Bereiche des Parks. Zu den seltenen großen Pflanzenfressern zählen darüber hinaus die Leierantilope (Unterart Sassaby) mit etwa 200–300 Tieren, die Elenantilope mit geschätzt rund 400 Tieren und die Pferdeantilope. Nur noch etwa 60–70 Tiere dieser Antilopenart halten sich im Nordteil des Parks auf (Stand 2006).
Der Kruger-Nationalpark besitzt trotz großer Verluste in den letzten Jahren noch immer die größte Population an Breitmaulnashörnern in ganz Afrika. Der Bestand dieser Art wird (Stand 2020) auf etwa 2600 Tiere geschätzt. Seit ungefähr 2008 sorgen Nashorn-Wilderer für erhebliche Probleme im Kruger-Nationalpark. Sie haben es dabei vor allem auf das Horn der Nashörner abgesehen. Das Südliche Breitmaulnashorn (C. s. simum) war um 1896 im Lowveld bereits ausgerottet. Allerdings konnten 1961 351 Tiere aus dem Hluhluwe-iMfolozi-Park erfolgreich in der Region Pretoriuskop im Kruger-Nationalpark wieder ausgewildert werden. Der Bestand hatte sich laut Nationalparkverwaltung bis 2010 auf rund 10.000 Tiere stabilisiert. Wilderer haben seitdem tausende von Tieren getötet. Allein im Jahr 2013 wurden 520 Tiere gewildert. Auch der Einsatz von Polizei- und Armeeeinheiten mit Drohnen und Hubschraubern hat die Wilderei bis heute (Ende 2014) nicht eingedämmt. Da das Problem allein durch Kontrollen und Armeeeinsätze nicht in den Griff zu bekommen ist, sollen jetzt möglichst viele Nashörner im Südwesten des Parks in Sicherheit gebracht werden. Diese Gegend ist leichter zu überwachen und weiter von der Grenze entfernt, deswegen hat die Nationalparkverwaltung hier eine „Intensive Protection Zone“ eingerichtet.
Im Gegensatz zum noch immer relativ häufigen Breitmaulnashorn sieht man das Spitzmaulnashorn nur selten im Park. Es verschwand im Lowveld um das Jahr 1936. Ab 1971 wurden 81 Tiere, vor allem im Gebiet um Pretoriuskop, eingeführt. Im Jahr 2009 wurde der Gesamtbestand auf etwa 600 Tiere geschätzt. Durch starke Wilderei sanken auch die Bestände des Spitzmaulnashorns in den letzten Jahren. Derzeit geht man von etwa 200 Tieren aus.
Die meisten der Großriedböcke des Parks (mindestens 400) leben im südöstlichen Gebiet um Melelane und Pretoriuskop. Bergriedbock und Rehantilope wurden wiedereingeführt, sind aber heute noch recht selten. Sie leben nur im feuchteren Südwesten des Parks. Im späten 19. Jahrhundert lebten auch Oribis im südwestlichsten Teil des Schutzgebietes, doch sie starben dort im frühen 20. Jahrhundert aus. Auswilderungsversuche seit 1969 waren nur wenig erfolgreich. Der Park ist möglicherweise etwas zu trocken für Oribis und möglicherweise waren die klimatischen Verhältnisse einst etwas feuchter. Die Lichtenstein-Antilope kam einst zumindest in den nördlichsten Gebieten (möglicherweise auch im Süden) des Parks vor und starb später hier aus. Mittlerweile wurde die Art im Nationalpark wiedereingeführt. Insgesamt 30 dieser Antilopen aus Malawi wurden 1985/86 südlich von Punda Maria freigelassen und haben sich erfolgreich fortgepflanzt. Die Lichtenstein-Antilope ist bereits auf Höhlenzeichnungen in der Petoriuskop-Region zu sehen.

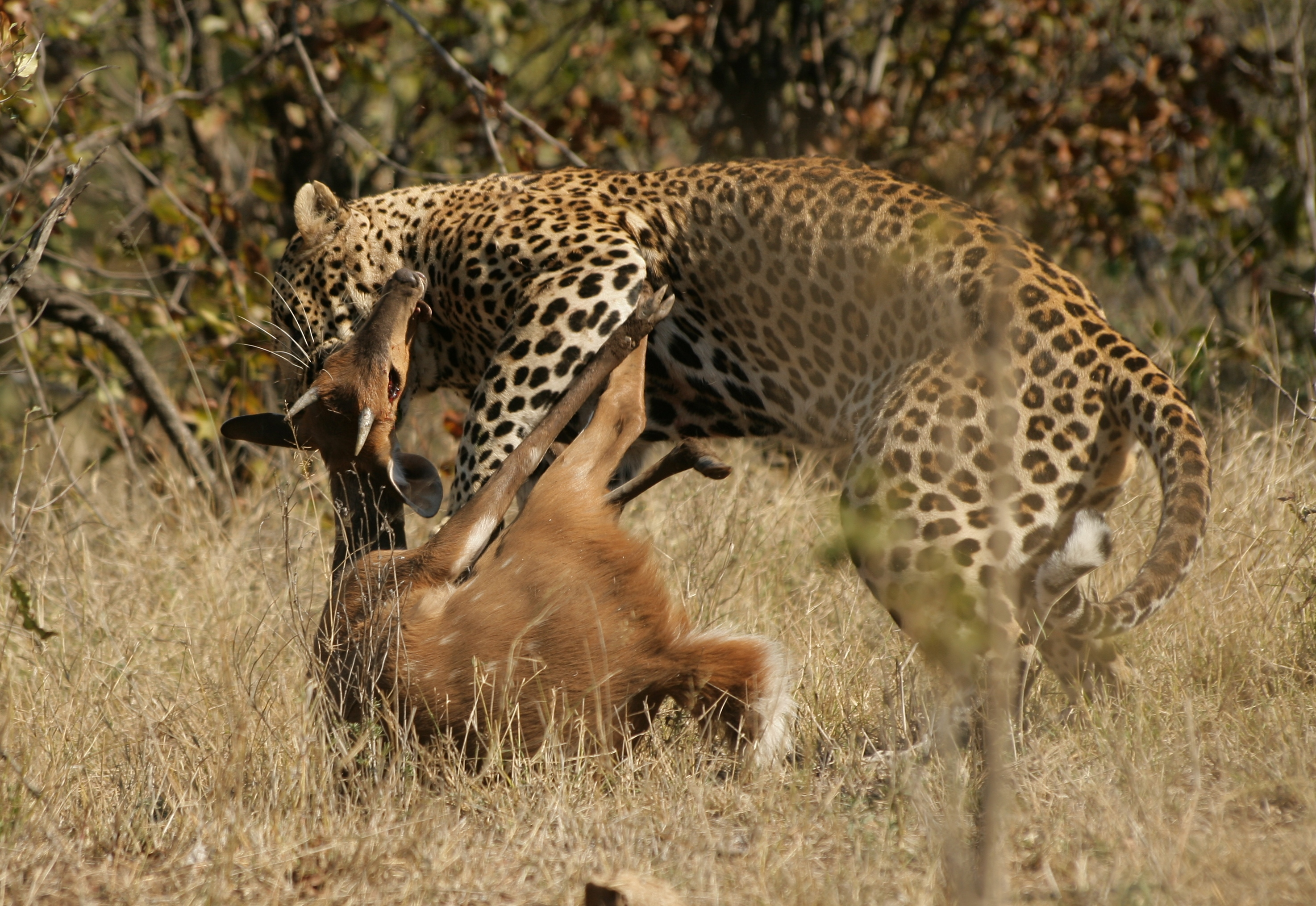
Ein Leopard mit einem erlegten Buschbock

Unter den Huftieren sind darüber hinaus Buschschwein, Buschbock, Klippspringer, Sharpe-Greisbock, Steinböckchen, Kronenducker und das winzige Moschusböckchen (nur ganz im Norden) zu finden. Bärenpaviane (insgesamt etwa 200 Trupps) und Grüne Meerkatzen sieht man ebenfalls häufig. Weitere Primaten, die man aber seltener zu Gesicht bekommt sind die Weißkehlmeerkatze, der Riesengalago und der Südliche Galago.
Die kleineren Raubtierarten werden im Park durch Karakal, Serval, Falbkatze, Schwarzfußkatze, Kleinfleck-Ginsterkatze, Großfleck-Ginsterkatze, Zibetkatze, Schabrackenschakal, Streifenschakal, Erdwolf, Honigdachs, Bandiltis, Kapotter, Weißschwanzmanguste, Südliche Zwergmanguste, Zebramanguste, Sumpfmanguste und Schlankmanguste vertreten.
Weitere auffällige kleinere Säugetiere sind das Steppenschuppentier, das Erdferkel, Stachelschwein, Springhase, Buschhase und Kaphase, sowie Buschhörnchen, Klippschliefer und Buschschliefer.

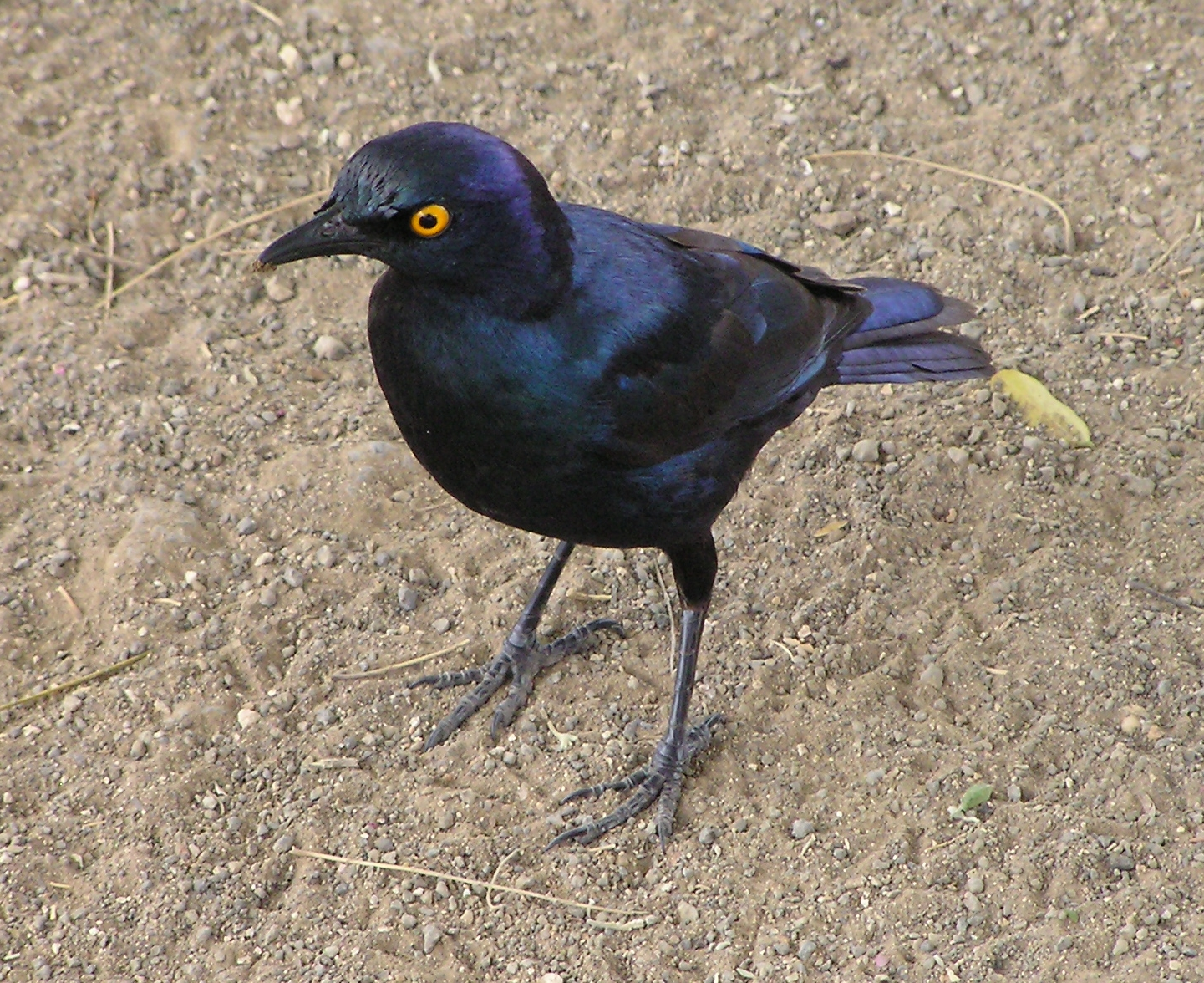
Allgegenwärtig sind im Park die Glanzstare (Lamprotornis nitens)

### Vögel
Der größte Vogel im Park ist der Strauß. Weitere auffällig große Vogelarten sind Marabu, Hornrabe, Sekretär und Riesentrappe. An Gewässern findet man große Wasservögel wie Sattelstorch, Goliathreiher, Purpurreiher, Graureiher, Silberreiher, Weißstorch, Schwarzstorch, Nimmersatt und Pelikane darüber hinaus zahlreiche andere Arten, wie die Nilgans. Unter den größten Greifvögeln sind der Kampfadler, der Savannenadler, der Kronenadler und der Schreiseeadler zu nennen. Die Geier werden durch Ohrengeier, Weißrückengeier, Kapgeier, Wollkopfgeier und Kappengeier vertreten. Gaukler waren einst in Südafrika weitverbreitet, finden sich heute hier fast nur noch im Kruger-Nationalpark. Daneben gibt es eine große Vielfalt kleinerer und mittlerer Vogelarten im Park wie Tokos und Glanzstare.
Gelbschnabel-Madenhacker starben um 1904 im Zuge des Auftretens der Rinderpest und den verwendeten Zeckengiften um das Jahr 1896 in Südafrika aus. Mitte der 1970er Jahre wurden die Tiere erstmals wieder im Norden des Parks gesichtet. Innerhalb von 15 Jahren hatten sie sich bis in den Süden ausgebreitet. Ausschlaggebend war die Verwendung weniger schädlicher Gifte gegen Zecken und die Erholung der Wildtierbestände, speziell die der Kaffernbüffel.

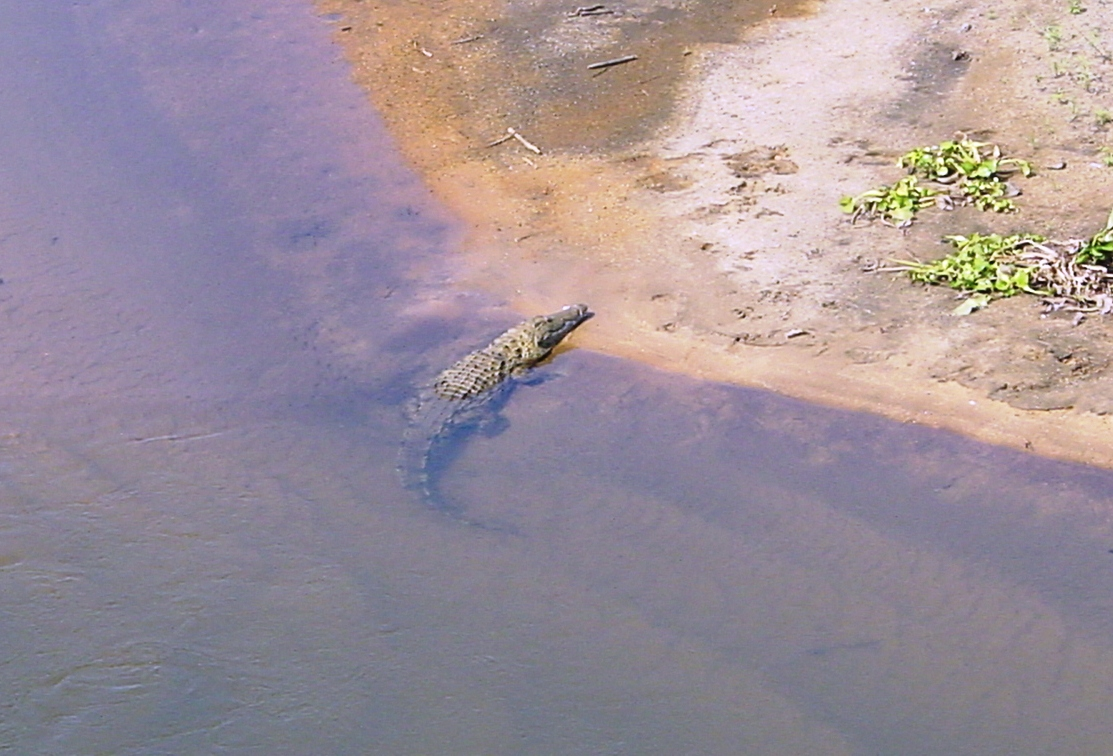
Nilkrokodil im Crocodile River

### Reptilien, Amphibien, Fische und Wirbellose
Unter den Reptilien sind besonders die großen Nilkrokodile und Warane (zwei Arten) bemerkenswert.
Darüber hinaus gibt es mindestens 53 kleinere Echsenarten, die sich in Geckos (14 Arten), Skinks (13 Arten), Eidechsen (19 Arten), Agamen (drei Arten) und Chamäleons (eine Art) unterteilen lassen. Unter den 54 Schlangenarten sind auch neun sehr giftige, wie Kobras, Puffottern und die Schwarze Mamba. Die größte Schlange des Gebietes ist die Felsenpython. Drei Arten von Wasserschildkröten und drei Arten von Landschildkröten, darunter die Pantherschildkröte, sind ebenfalls heimisch.
Unter den Fischen ist vor allem der Afrikanische Raubwels (Clarias gariepinus) erwähnenswert.
Aus dem Reich der Insekten fallen besonders die mächtigen Burgen der Termiten auf. Pillendreher und die Raupen des Pfauenspinners Gonimbrasia belina sind ebenfalls typisch. Die Anopheles-Mücken sind als Krankheitsüberträger gefürchtet.

## Infrastruktur

### Eingänge
Der Park kann über mehrere Eingänge erreicht werden:
- Im Süden: Malelane und Crocodile Bridge (direkt am / zum gleichnamigen Camp)
- Im Südwesten: Numbi, Phabeni und Paul Kruger
- Im Westen: Orpen und Phalaborwa
- Im Norden: Pafuri und Punda Maria

Zusätzlich gibt es Eingänge von der mosambikanischen Seite:
- Pafuri Border Post
- Giriyondo

Die Straßen im Park sind zum Teil asphaltiert, ansonsten handelt es sich um Schotter- und Sandstraßen.

### Camps
Verteilt im Park befinden sich eine Reihe von Camps und Rastplätzen, an denen man sich erholen und etwas essen kann oder in denen man gleich übernachtet. Insgesamt existieren 21 so genannte Rest Camps mit Übernachtungsmöglichkeiten sowie 11 Privat-Lodges der gehobenen Klasse im Park. Die Rest Camps werden in zwei Gruppen, die größeren Main Camps und die kleineren Bushveld Camps unterteilt. Des Weiteren wurden sieben Gebiete als Konzession an Privatunternehmen vergeben, die dort ebenfalls Lodges betreiben.

### Main Camps

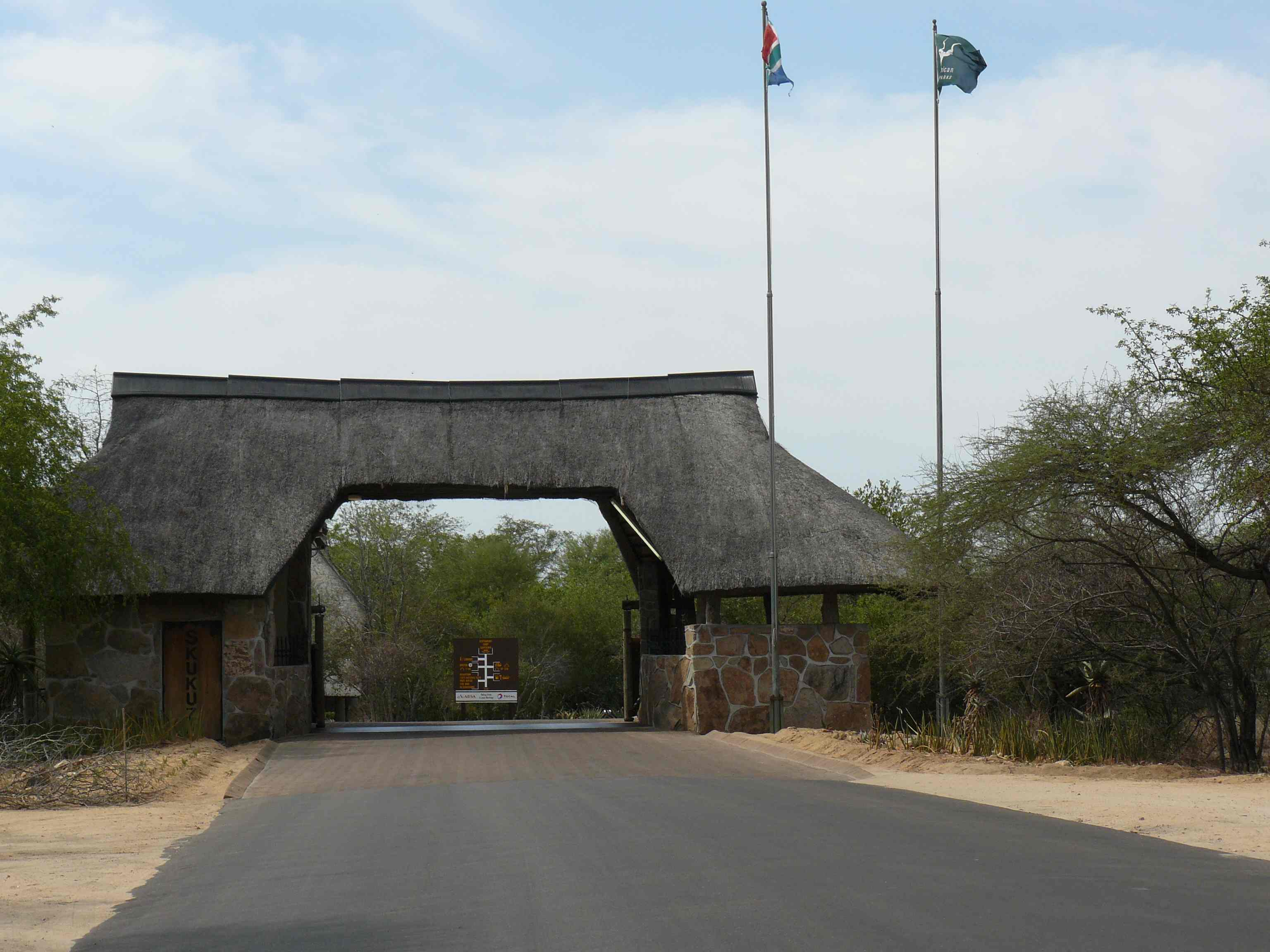
Eingang des größten Camps Skukuza

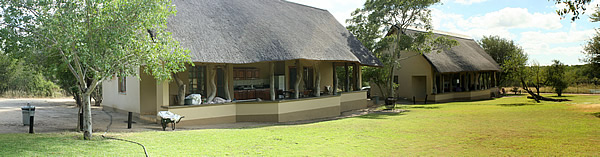
Unterkünfte im Orpen Camp

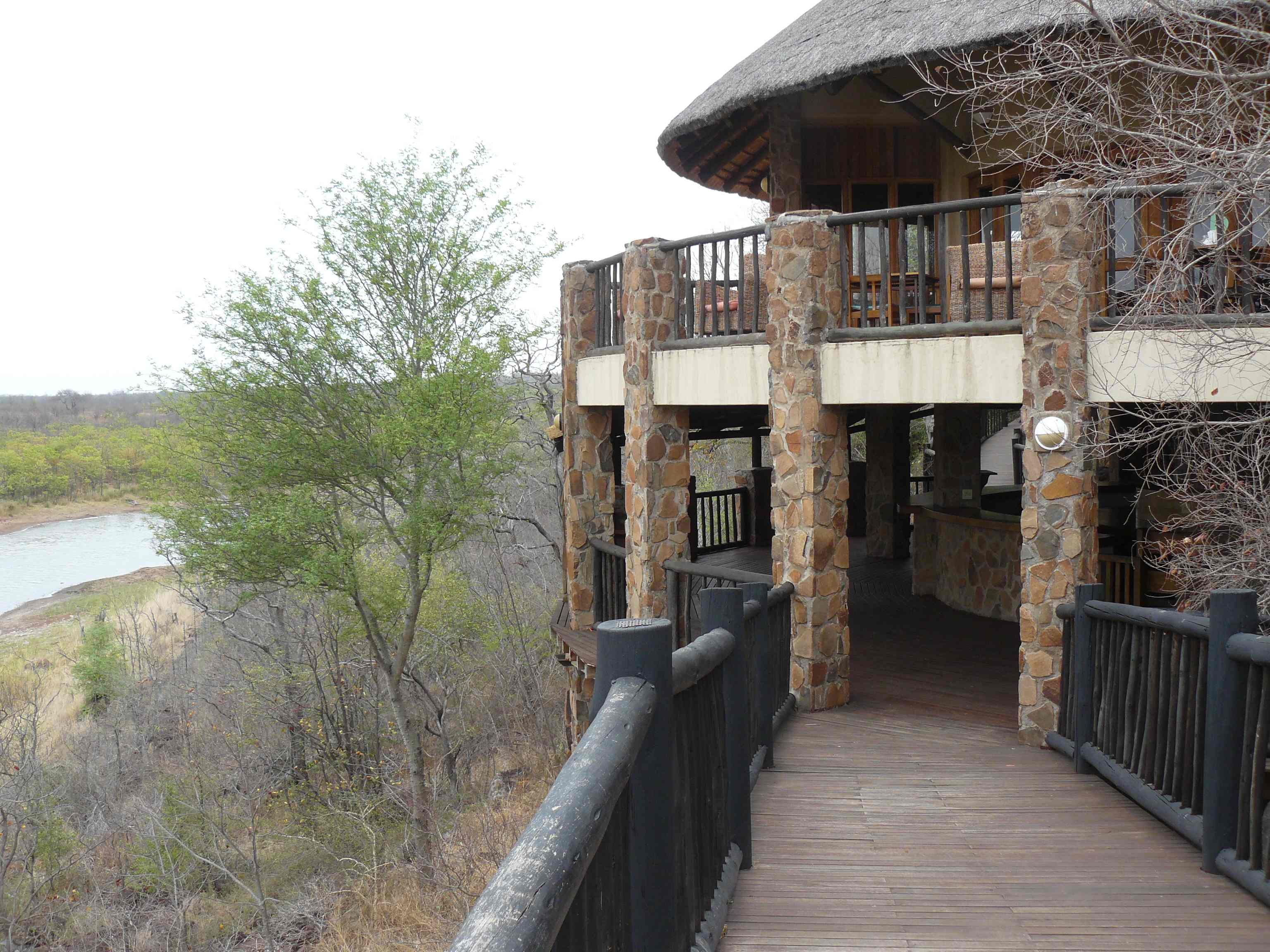
Ausblick von der Terrasse des Mopani-Camps

Die 13 Main Camps (deutsch: Haupt-Camps) des Kruger-Nationalparks nehmen die Hauptmasse der Gäste auf. Sie bieten mehr Komfort als die kleineren Bushveld Camps und verfügen häufig über Restaurants, Shops und Tankstellen.
- Berg-en-Dal: Dieses moderne Camp wurde am 24. Februar 1984 am Ufer des Flusses Matjulu Spruit in der Nähe einer prähistorischen Siedlung eröffnet. Es ist das einzige Camp des Parks in einer bergigen Region und bietet Unterkünfte für etwa 500 Besucher.
- Crocodile Bridge: Dieses relativ kleine Camp wurde um 1930 am Ufer des Crocodile River in der Südost-Ecke des Parks eröffnet. Das Camp dient gleichzeitig als Parkeingang.
- Letaba: Dieses Camp ist eines der größten im Park und liegt am Ufer des Letaba River
- Lower Sabie: Das Camp liegt an einem Damm, der den Sabie River staut, und kann fast 300 Gäste aufnehmen.
- Mopani: Wurde 1989 an dem östlichen Ufer eines Stausees eröffnet und kann etwa 500 Gäste beherbergen
- Olifants: Im Norden des Parks etwa zweihundert Meter oberhalb des Olifants Fluss mit Panoramablick gelegen
- Orpen: Dieses relativ kleine Camp im Westen des Parks dient gleichzeitig als Park-Eingang
- Pretoriuskop: An der Wagenroute von dem Lydenburg-Goldfeld zur Küste gelegen. Wurde nach dem Sohn von Andries Pretorius, Willem Pretorius benannt. Es ist das westlichste und höchstgelegene Camp des Parks.
- Punda Maria: Wurde 1919 als Station für die Wildhüter in der nördlichen Ecke des Parks gebaut und 1933 in ein Rest Camp umfunktioniert. Von diesem Camp aus kann die nahe gelegene archäologische Stätte Thulamela besichtigt werden.
- Satara: Vor der Gründung des Parks wurde die Gegend um Satara von Siedlern der Republik Transvaal bewohnt. Einer der indischen Landvermesser markierte das heutige Satara mit dem Hindi-Wort „Satra“, das 17 bedeutet. Mt einer Kapazität von etwa 450 Übernachtungsgästen ist es eines der größten Camps des Parks.
- Shingwedzi: Dies ist das größte Camp in den nördlichsten Teilen des Parks.
- Skukuza: Das Haupt-Camp des Parks am Südufer des Sabie River bietet mehr als 1000 Besuchern eine Übernachtungsmöglichkeit. Das Camp bietet einen 9-Loch-Golfplatz sowie eine Bank. Das Camp hieß bei seiner Eröffnung 1902 Sabie Bridge, wurde aber 1936 nach dem Spitznamen von James Stevenson-Hamilton in der Shangaan-Sprache in Skukuza umbenannt.

### Bushveld Camps

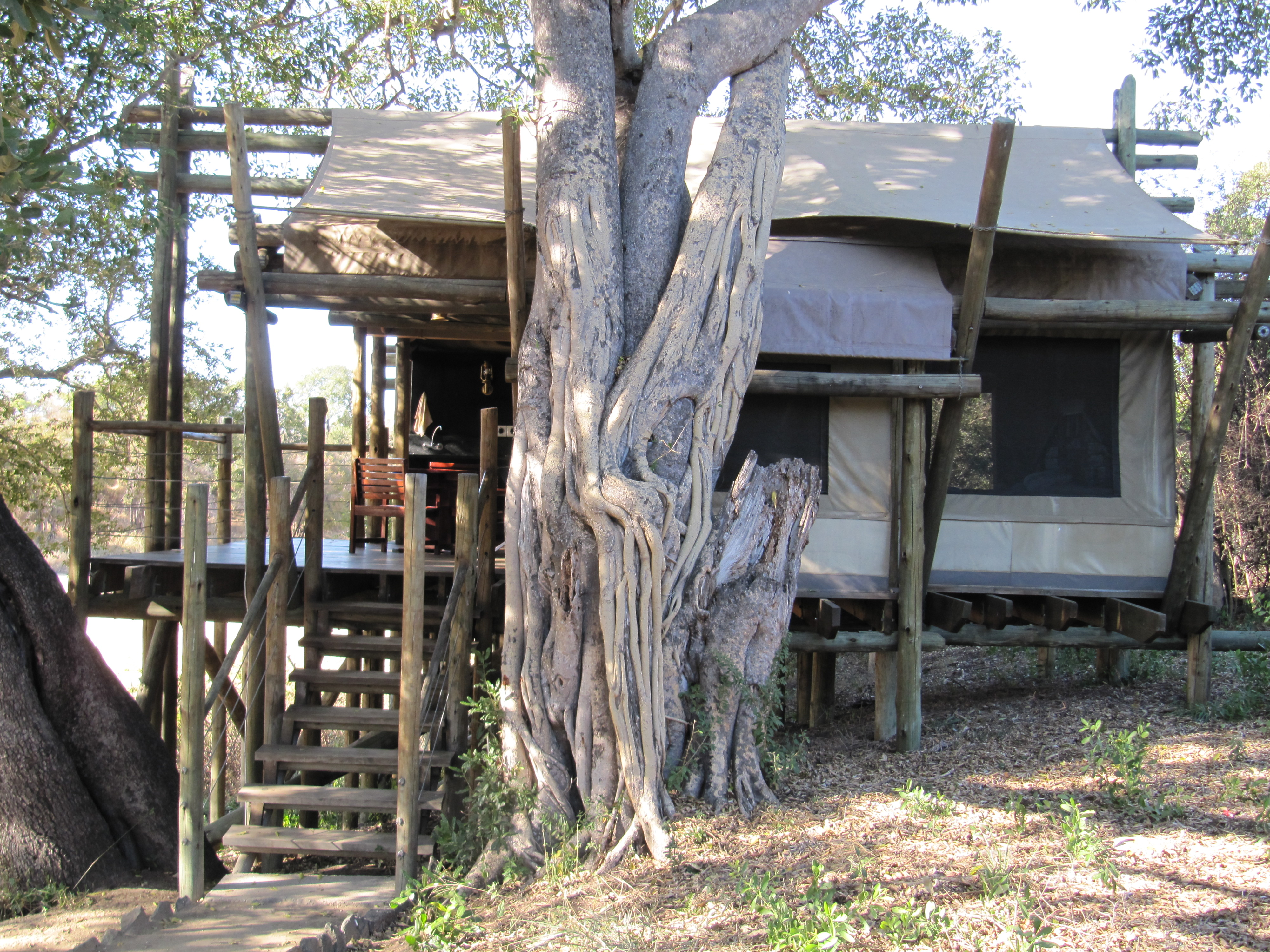
Zelt im Tamboti-Camp

Die Bushveld Camps sind kleiner als die großen Main Camps und verfügen nicht über Tankstellen, Shops und Restaurants. Im Gegensatz zu den Main Camps sind sie nur für übernachtende Gäste zugänglich.
- Balule: An dem Südufer des Olifants. Sehr kleines Camp ohne Elektrizität.
- Bateleur
- Biyamiti Bushveld Camp am Biyamiti
- Malelane: Ein kleines Camp in der Nähe des größeren Berg-en-Dal-Camps, das auf den überbleibseln eines früheren, größeren Camps beruht. Es bietet bis zu 19 Gästen Unterkunft.
- Maroela: Ein kleiner Camping-Platz am Timbavati River neben Orpen Camp
- Sirheni: Ein kleines Camp in einem Galeriewald am Sirheni Damm, der den Mphongolo River staut
- Shimuwini: Bushveld Camp am Letaba River
- Talamati: Bushveld Camp an einem Wasserloch im südlichen Zentralteil des Parks
- Tamboti Tented Camp: Ein kleines Zelt-Camp in einem Waldgebiet an einer Schleife des Timbavati River nahe dem Orpen Camp
- Tsendze Rustic camp: Ein kleiner Camping-Platz, der 2006 etwa 7 km vom Mopani-Camp entfernt neben dem Mooiplaas Rastplatz eröffnet wurde

#### Privat-Lodges
- Boulders Bush Lodge
- Roodewal Bush Lodge
- The Outpost Lodge: In der Crook's Corner gelegen.

#### Rastplätze (mit Service)
- Afsaal Tearoom (auf der Strecke Eingang Malelane–Skukuza)
- Balabala (auf der Strecke Shingwedzi-Punda Maria)
- Tshokwane (auf der Strecke Skukuza–Satara)
- Nkhulu (auf der Strecke Skukuza–Lower Sabie)

#### Konzessionen mit privaten Lodges
- Imbali: Ein 100 km² großes Konzessionsgebiet mit den beiden Lodges Imbali Safari Lodge, am Ufer des Nwatswitswonto River gelegen, sowie der Hoyo Hoyo Tsonga Lodge, die im Stil eines traditionellen Tsonga-Dorfes am Ufer des Mluwati River erbaut wurde.
- Hamilton’s Tented Camp
- Jock Safari Lodge: Ein 60 km² großes Konzessionsgebiet zwischen Pretoriuskop und Lower Sabie. Die Lodge mit ihren zwölf Suiten war die erste Privat-Lodge im Park.
- Lukimbi: Ein 150 km² großes Konzessionsgebiet im südlichen Teil des Parks. Die Lodge liegt am Ufer des Lwakahle River in der Nähe von Malelane
- Mutale
- Mutlumuvi: Die einzige Konzession mit der Genehmigung, geführte Wanderungen in dem 120 km² großen Konzessionsgebiet anzubieten (Rhino Walking Safaris). Daneben bietet die Rhino Post Safari Lodge 5-Sterne-Luxus.
- Ngala Tented Safari Camp: Ein Zeltcamp in einem 147 km² großes Konzessionsgebiet
- Singita Lebombo Lodge: Ein 100 km² großes Konzessionsgebiet im Osten des Parks. Die Lodge liegt am Südufer des Nwanetsi River östlich von Satara camp in der Nähe der Lebomboberge.
- Tinga: Ein 50 km² großes Konzessionsgebiet mit den beiden Lodges Narina Lodge und Legends Lodge.
- Londolozi: Dieses Konzessionsgebiet befindet sich im Sabie-Sand-Konzessionsgebiet und liegt direkt am Sand River.
- Silvan Safari Lodge: Befindet sich ebenso im Sabie-Sand-Konzessionsgebiet und bietet sechs Suiten an.

### Wilderness trails

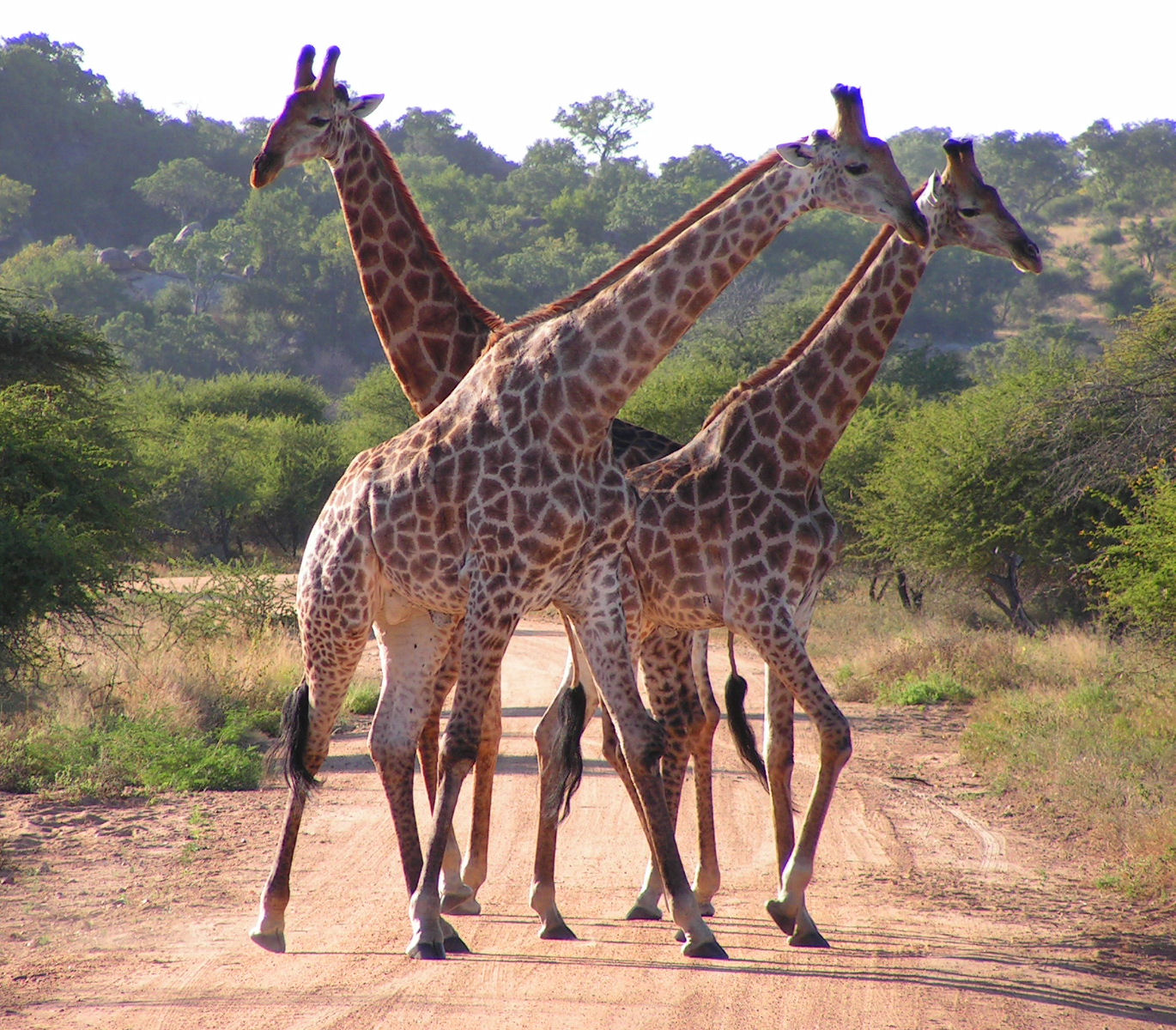
Giraffen im Nationalpark

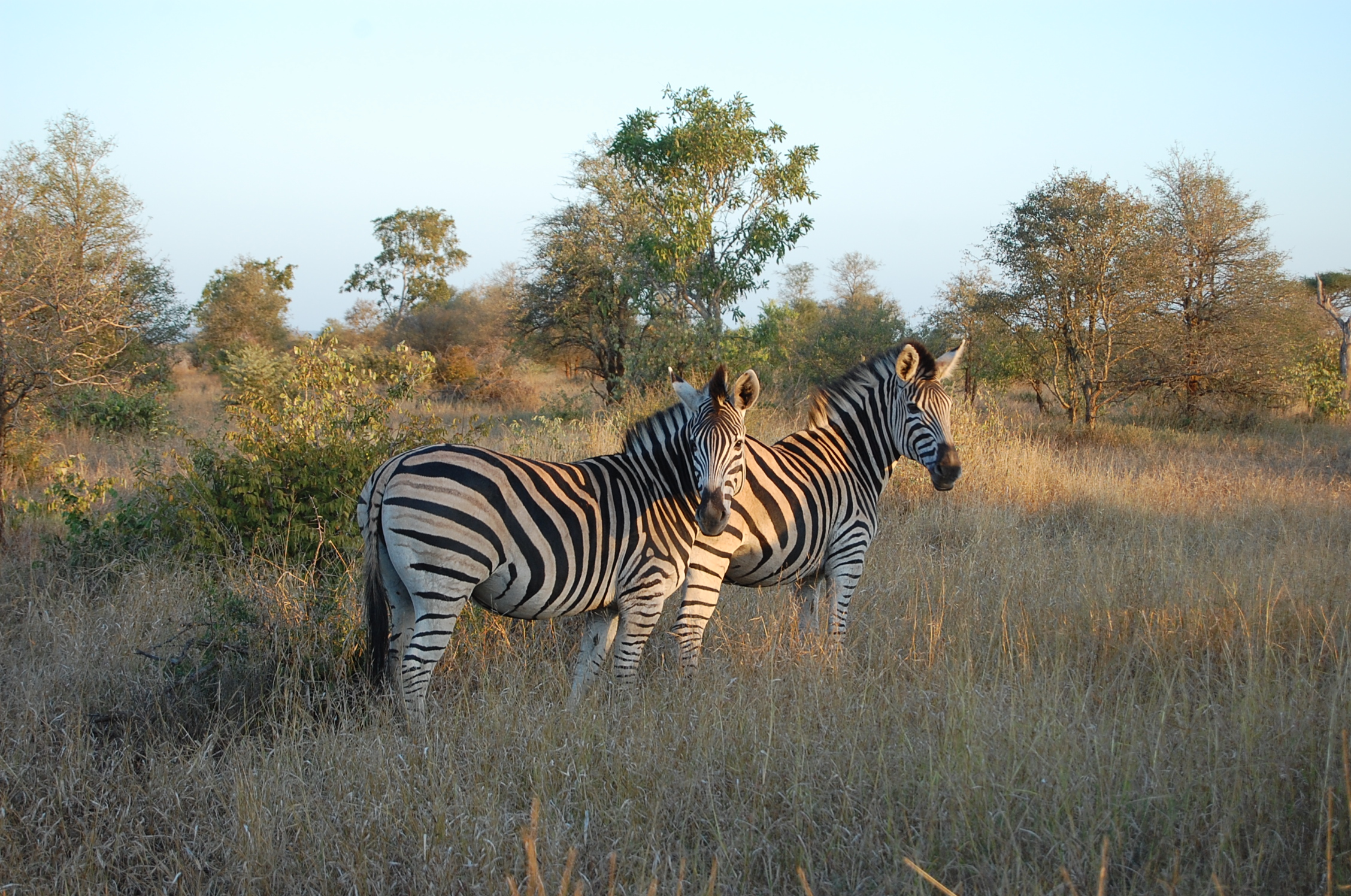
Steppenzebras im Kruger-Nationalpark

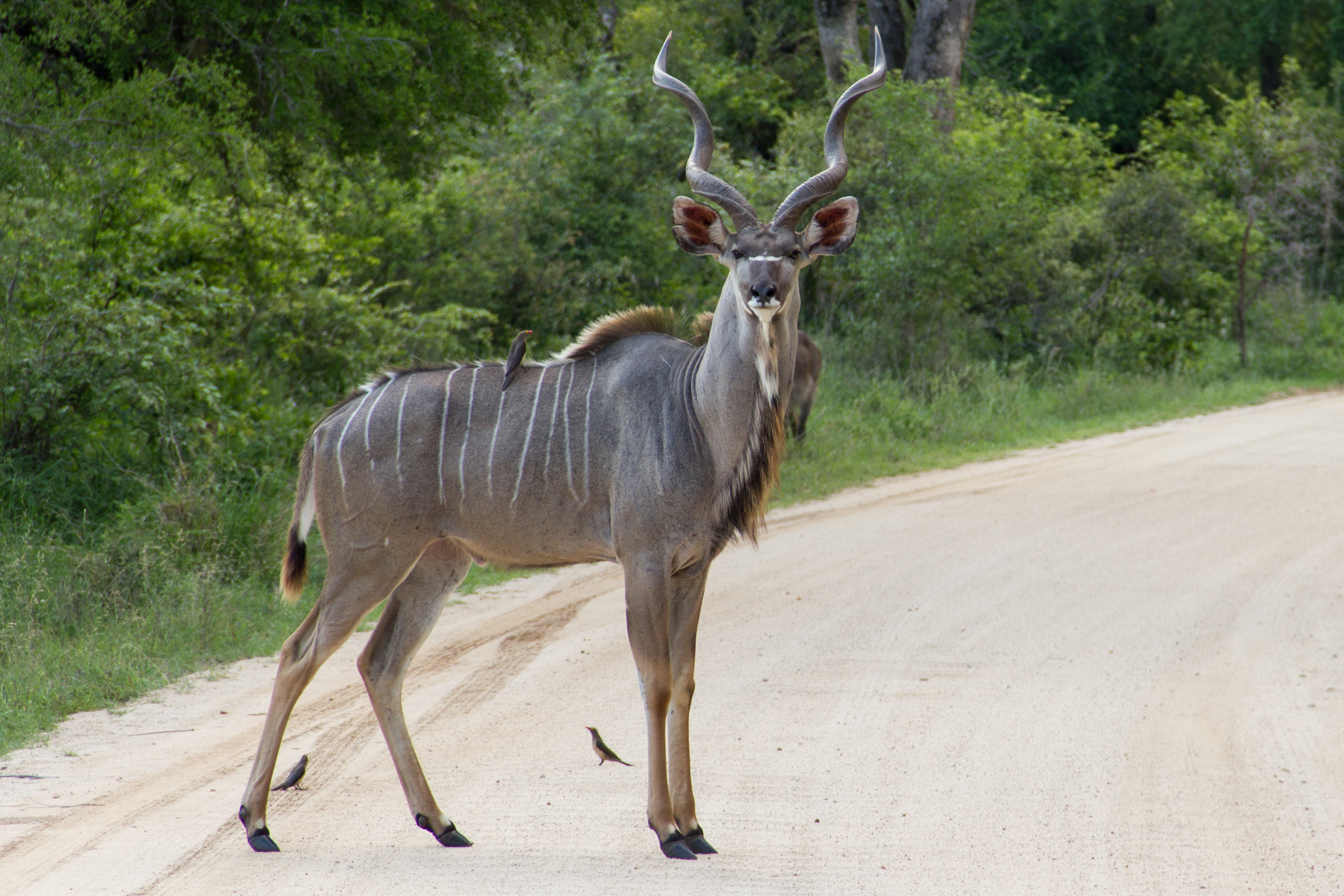
Kudu im Nationalpark

Sieben 3-tägige Wanderrouten bieten die Möglichkeit, zu Fuß die entlegeneren Regionen des Parks zu erforschen und die Wildnis unmittelbar zu erleben. Für die Routen wurden keine Wege angelegt, die Wanderer nutzen Wildwechsel oder gehen querfeldein.
- Bushman: In der Nähe von Berg-en-Dal
- Metsi-Metsi: In der Nähe vom Orpen Damm und den N'wamuriwa Bergen
- Napi: Zwischen Skukuza und Pretoriuskop
- Nyalaland: Nördlich Punda Maria in der Nähe des Luvuvhu River
- Olifants: In der Nähe vom Olifants Rest Camp, entlang des Olifants River
- Sweni: In der Nähe von N'wanetsi
- Wolhuter: Zwischen Berg-en-Dal und Pretoriuskop

## Management und Schutzmaßnahmen
Die Wilderei im Kruger-Nationalpark zeigt erhebliche Auswirkungen auf den Tierbestand der Region und den der angrenzenden Gebiete. Besonders sind Nashörner in ihrem Bestand gefährdet. Über lange Zeit verfolgten Nationalpark-Ranger die illegalen Aktivitäten. Seit 2011 setzt Südafrika seine Armee (SANDF) gegen die Wilderer ein. An diesen Aktivitäten sind neben Polizeieinheiten (SAPS) auch ein Intelligence Tactical Regiment aus Potchefstroom und weitere militärische Spezialkräfte mit Hubschrauberunterstützung und Nachtsichtgeräten beteiligt. Die Aktivitäten der Wilderer erlangten grenzüberschreitende Ausmaße, begünstigt durch die gute Lokalkenntnis unter den Beteiligten. Im Rahmen der Operation Corona, die eigentlich der Sicherung und Überwachung der Außengrenzen des Landes dient, wurden mit Hilfe von SANDF-Einheiten im Jahr 2011 64 Personen im Kruger-Nationalpark festgenommen. Bei Feuergefechten mit den Armee- und Polizeieinheiten sowie beteiligten Strafverfolgungsbehörden gab es unter den mit Kalaschnikows und Handgranaten bewaffneten Wilderern Tote und Verletzte. Viele der Wilderer seien nach Einschätzung der südafrikanischen Armee ehemalige mosambikanische Soldaten mit gutem militärischen Ausbildungsniveau.
Die zunehmende Militarisierung des Naturschutzes im Park ist auch Gegenstand von Kritik und wissenschaftlicher Auseinandersetzung (green militarization). Ein weiteres Problem ist Stand 2022 Korruption unter den Rangern. So wurden Anfang der 2020er Jahre 50 Parkranger entlassen, die Verbindungen zur Nashorn-Mafia hatten (aus Geldgier, oder weil sie selbst oder ihre Familien bedroht wurden). Das Ranger-Management versucht die Wilderei soweit einzudämmen, dass die Anzahl der getöteten Nashörner unter der Geburtenrate dieser Tierfamilie liegt. Weil Wilderer selbst nach mehreren Festnahmen auf Kaution durch Gerichte freigelassen werden, ist es laut Ranger-Management unrealistisch, die Wilderei ganz zu verhindern.